# Епархия Замы Малой
Епархия Замы Малой (лат. Dioecesis Zamensis Minor) — титулярная епархия Римско-Католической церкви.

## История
Античный город Зама Малая (Zama minor) находился в римской провинции Африка. Сегодня этот город идентифицируется с археологическими раскопками, находящимися недалеко от города Максар на территории современного Туниса. До VII века город Зама Малая был центром одноимённой христианской епархии.
В настоящее время существует неопределённость с епископами епархии Замы Малой и Замы Великой, потому что средневековые источники не различают эти два города.
С 1965 года епархия Замы Малой является титулярной епархией Римско-Католической церкви.

## Епископы
- епископ Маркелл (упоминается в 255 году).

## Титулярные епископы
- епископ Francisco Panal Ramírez O.F.M.Cap.[1] (20.12.1965 — 13.08.1970);
- епископ Gustave Joseph Bouve C.S.Sp. (1.09.1970 — 4.03.1971);
- епископ José María Setién Alberro (18.09.1972 — 16.02.1979) — назначен епископом Сан-Себастьяна;
- епископ Carmelo Juan Giaquinta (11.03.1980 — 16.06.1986) — назначен епископом Посадаса;
- епископ Alfonso Cabezas Aristizábal C.M. (22.04.1988 — 13.05.1992) — выбран кардиналом;
- епископ Элио Сгречча (5.11.1992 — 20.11.2010) — выбран кардиналом;
- епископ Бартелеми Адукону (10.09.2011 — по настоящее время).

## Источник
- Annuario Pontificio, Libreria Editrice Vaticana, Città del Vaticano, 2003, стр. 936, ISBN 88-209-7422-3